# Valerius Bayer
Valerius Bayer též Valerián Bayer či Valerius Beyer (16. století – po roce 1624) byl luterský duchovní a kronikář, působící v severních Čechách. 
Pocházel z Trutnova. Do roku 1624 působil při kostele sv. Jakuba v Dolním Lánově, odkud byl vyhnán do exilu. 
Jeho farní kronika Dolního Lánova, kterou sepsal mezi lety 1601–1609, je uložena v Státním okresním archivu v Trutnově.